# Glypta prognatha
Glypta prognatha är en stekelart som beskrevs av Dasch 1988. Glypta prognatha ingår i släktet Glypta och familjen brokparasitsteklar. Inga underarter finns listade i Catalogue of Life.